# Ichthyophiidae
Ichthyophiidae é uma família de anfíbios pertencentes à ordem Gymnophiona. Os membros desta família podem ser encontrados no Sudeste Asiático.

## Taxonomia
- Género Caudacaecilia Taylor, 1968
  - Caudacaecilia asplenia (Taylor, 1965)
  - Caudacaecilia larutensis (Taylor, 1960)
  - Caudacaecilia nigroflava (Taylor, 1960)
  - Caudacaecilia paucidentula (Taylor, 1960)
  - Caudacaecilia weberi (Taylor, 1920)
- Género Ichthyophis Fitzinger, 1826
  - Ichthyophis acuminatus Taylor, 1960
  - Ichthyophis atricollaris Taylor, 1965
  - Ichthyophis bannanicus Yang, 1984
  - Ichthyophis beddomei Peters, 1880
  - Ichthyophis bernisi Salvador, 1975
  - Ichthyophis biangularis Taylor, 1965
  - Ichthyophis billitonensis Taylor, 1965
  - Ichthyophis bombayensis Taylor, 1960
  - Ichthyophis dulitensis Taylor, 1960
  - Ichthyophis elongatus Taylor, 1965
  - Ichthyophis garoensis Pillai e Ravichandran, 1999
  - Ichthyophis glandulosus Taylor, 1923
  - Ichthyophis glutinosus (Linnaeus, 1758)
  - Ichthyophis humphreyi Taylor, 1973
  - Ichthyophis husaini Pillai e Ravichandran, 1999
  - Ichthyophis hypocyaneus (Boie, 1827)
  - Ichthyophis javanicus Taylor, 1960
  - Ichthyophis kohtaoensis Taylor, 1960
  - Ichthyophis laosensis Taylor, 1969
  - Ichthyophis longicephalus Pillai, 1986
  - Ichthyophis malabarensis Taylor, 1960
  - Ichthyophis mindanaoensis Taylor, 1960
  - Ichthyophis monochrous (Bleeker, 1858)
  - Ichthyophis orthoplicatus Taylor, 1965
  - Ichthyophis paucisulcus Taylor, 1960
  - Ichthyophis peninsularis Taylor, 1960
  - Ichthyophis pseudangularis Taylor, 1965
  - Ichthyophis sikkimensis Taylor, 1960
  - Ichthyophis singaporensis Taylor, 1960
  - Ichthyophis subterrestris Taylor, 1960
  - Ichthyophis sumatranus Taylor, 1960
  - Ichthyophis supachaii Taylor, 1960
  - Ichthyophis tricolor Annandale, 1909
  - Ichthyophis youngorum Taylor, 1960